# گوموش‌کاشیک (گرگر)
گوموش‌کاشیک (به ترکی استانبولی: Gümüşkaşık) (به کردی: Keferdiş) یک منطقهٔ مسکونی کردنشین در ترکیه است که در گرگر، آدیامان واقع شده‌است.